# Informe de evaluación sobre Polinizadores, Polinización y Producción de Alimentos
El Informe de evaluación sobre Polinizadores, Polinización y Producción de Alimentos (en inglés, Assessment Report on Pollinators, Pollination and Food Production) es un reporte emitido el 22 de febrero de 2016 por la Plataforma Intergubernamental de Biodiversidad y Servicios Ecosistémicos de las Naciones Unidas durante la sesión plenaria IPBES no. 4 llevada a cabo del 22 al 28 de febrero del 2016 en Kuala Lumpur. El informe fue elaborado por 33 expertos internacionales y cita más de 3000 artículos académicos y conocimientos locales e indígenas de 60 lugares en el mundo. El estudio tomó dos años y tiene más de 600 páginas.
La elaboración de la evaluación temática se aprobó y encargó durante la sesión plenaria IPBES no. 2 llevada a cabo en Antalya del 9 al 13 de diciembre de 2013. Es la primera evaluación publicada por IPBES y la primera que considera fuentes tanto de la ciencia occidental como las de los conocimientos locales e indígenas.

## Conclusiones
Dentro de las conclusiones del informe han resaltado en los diferentes medios las siguientes:
- Existen más de 20,000 especies de abejas silvestres que junto a mariposas, avispas, polillas, murciélagos, escarabajos, aves y otros animales vertebrados que contribuyen a la polinización.[6]
- Más del 16% de las especies vertebradas que contribuyen a la polinización se encuentran en peligro de extinción, especialmente aves y murciélagos.[7]
- Más del 40% de las especies invertebradas polinizadoras se encuentran amenazadas.[8]
- 75% de las cosechas mundiales dependen de polinizadores.[9]

## Recepción
El resumen de los resultados del informe fue recibido y difundido por medios de comunicación como la agencia EFE y RTVE de España, The New York Times y CNN en Español de EE. UU., El Espectador de Colombia, InfoBAE de Argentina y LaRed21 de Uruguay.